# Premio Jorge Wagensberg
El Premio Jorge Wagensberg distingue, desde el año 2019, la mejor tesis doctoral en el área de la ciencia de los sistemas complejos defendida en Cataluña durante el período anual correspondiente.
El galardón rinde homenaje a Jorge Wagensberg, profesor, investigador y divulgador de la ciencia de los sistemas complejos, y es otorgado por la Asociación Catalana para el Estudio de los Sistemas Complejos (Complexitat.cat) durante la celebración de su jornada anual ( Complexity Day), en la que se dan cita los mejores especialistas en esta ciencia multidisciplinar. Matemáticos, físicos, biólogos y biomédicos, así como antropólogos, economistas y profesionales de otras disciplinas bien alejadas de las ciencias puras, debaten sobre las cuestiones más actuales relacionadas siempre con los sistemas complejos.
El ganador de la edición de 2023 fue Blai Vidiella, con su tesis sobre terraformación y efectos de los humanos sobre los ecosistemas de la Tierra.

## Bases del Premio
Las condiciones de elegibilidad de este Premio son:
- La tesis debe haber sido defendida en una universidad catalana
- La tesis debe haber sido escrita en catalán, castellano o inglés

El proceso de selección:
- El jurado del premio estará formado por cinco investigadores, todos ellos con una trayectoria acreditada en el área de los sistemas complejos, y que no tengan relación directa (dirección de tesis o coautoría en artículos científicos) con ninguno de los candidatos. El jurado valorará por encima de todo la calidad y el impacto científico de la tesis.
- El fallo del jurado será inapelable y se anunciará oportunamente.
- La aceptación del premio implica también el compromiso de la persona galardonada a asistir al acto de entrega, así como el realizar una presentación pública basada en el contenido de la tesis galardonada.

Dotación del Premio:
El premio consistirá en un documento acreditativo y un premio en metálico de 1.000€

## Lista de Ganadores
| Año     | Edición | Nombre                 | Universidad | Tesis doctoral | Fecha de defensa y director tesis         |
| ------- | ------- | ---------------------- | ----------- | --- | ----------------------------------------- |
| 2023    | IV      | Blai Vidiella Rocamora | CSL-IBE_UPF | Terraforming Earth's Ecosystems: Engineering ecosystems to avoid anthropogenic tipping points                                           | 10/03/2022 R.Solé / J.Sardanyés / N.Conde |
| 2021-22 | III     | Maria J. Palazzi (VEN) | CoSIN3_UOC  | Structural and dynamical interdependencias en complejos networks en meso- y macroscale: nestedness, modularity, and in-block nestedness | 15/12/2020 A.Solé / J.Borge               |
| 2020    | II      | Leticia Galera-Laporta | DCEX_UPF    | Dynamical aspectos de la regulación de bacterial proliferation                                                                          | 08/02/2019 Jordi García Ojalvo            |
| 2019    | Y       | Ricard Alert Zenon     | UBICS_UB    | Fuerzas y flows en cells y tissues. Blebs, active gels and collective cell migration                                                    | 12/01/2018 Jaume Casademunt               |